# Джміль-зозуля скельний
Джміль-зозу́ля ске́льний (лат. Bombus rupestris) — джміль-зозуля, що поширений в Європі (зокрема і в Україні) та Азії та є клептопаразитом джмеля кам'яного.

## Ареал
Джміль-зозуля скельний широко поширений  в Індо-Малайській та Палеарктичній біогеографічних областях. Зокрема, B. rupestris трапляється від центральної Іспанії, Сицилії та північної частини Балканського півострова на півдні до 65-ї паралелі північної широти у Скандинавії. Однак цей вид відсутній в Шотландії та на середземноморських островах (за винятком Сицилії). На сході ареал B. rupestris досягає узбережжя Тихого океану. В Індо-Малайській біогеографічній області ареал цього виду диз'юнктивний: між східною частиною Тибетського плато та північним Китаєм (Хейлунцзян, Внутрішня Монголія, Сичуань, Сіньцзян-Уйгурський автономний район, Ганьсу). Цей вид також поширений на Далекому Сході, півдні Західного Сибіру, Східному Сибіру, півночі Казахстану, в Республіці Тува та Монголії.
Джміль-зозуля скельний поширений по всій території України.

## Короткий опис імаго
Довжина тіла самок 20–25 мм, самців 13–16 мм. Забарвлення цього джмеля-зозулі здебільшого чорне й лише задня частина черевця вкрита червоними волосками. Перед нотумом іноді є вузька смужка з жовтих волосків. Менша або більша частина волосків на грудях сірого кольору. Крила помітно затемнені.

## Особливості біології
Сезонна активність імаго B. rupestris триває з квітня до жовтня (в Польщі). Цей вид є полілектичним. Джміль-зозуля скельний є спеціалізованим клептопаразитом джмеля кам'яного, але його хазяями можуть бути також деякі інші види джмелів, наприклад, джміль польовий та джміль лісовий. Водночас в лабораторних умовах B. rupestris не здатний захопити гнізда джмеля лісового та джмеля польового.